# Sumurum
Sumurum (Sumurun) è un film muto del 1920 scritto, diretto e interpretato da Ernst Lubitsch.
La didascalia riporta Orientalisches Spiel in sechs Akten nach der Pantomine von Friedrich Freska (in sei scene, da una pantomima di Friedrich Freska).

## Trama
Il figlio del vecchio sceicco desidera Zuleika, chiamata Sumurum, la moglie favorita di suo padre. Ma la donna odia la vita dell'harem e si innamora del giovane mercante Nur-al-Din. Una danzatrice di strada, amata da un giocoliere gobbo, aiuta padre e figlio a dimenticare l'ingrata Sumurum. Ma la donna, benché si senta attratta dal giovane sceicco, si lascia vincere dall'amore per l'oro e il potere che le può offrire il vecchio: dopo averli tradito entrambi, si trova invischiata in una strada senza uscita.

## Produzione
Il film fu prodotto dalla Projektions-AG Union (PAGU).

## Distribuzione
La prima del film si ebbe a Berlino, il 1º settembre 1920 con le musiche di Victor Hollaender eseguite dall'orchestra condotta da Bruno Schulz.
Uscì nelle sale cinematografiche statunitensi il 24 gennaio 1921 con il titolo One Arabian Night. In Italia venne distribuito dalla Union nel 1922. Copia della pellicola viene conservata in una collezione privata.
Il film è stato distribuito in varie edizioni in DVD ed è visibile su YouTube nella copia restaurata della Fondazione Friedrich Wilhelm Murnau (Transit Film).